# Alexander von Pfeil
Alexander Christian Ernst Walter Friedrich Carl Graf von Pfeil und Klein-Ellguth (* 8. September 1970 in Bremerhaven) ist ein deutscher Musiktheater-Regisseur.

## Biografie
Alexander Graf von Pfeil und Klein-Ellguth ist Sohn der Sopranistin Astrid Schirmer und des Dirigenten Carl von Pfeil. Er studierte Musiktheater-Regie bei Götz Friedrich an der Hochschule für Musik und Theater Hamburg. Beim 1. Internationalen Regiewettbewerb in Graz („Wagner-Forum“) erhielt er 1997 zusammen mit dem Bühnenbildner Piero Vinciguerra einen Förderpreis.
An der Oper Kiel wirkte er ab 1995 als Regieassistent und von 2000 bis 2003 als Oberspielleiter und inszenierte dort unter anderem Carmen, Les contes d’Hoffmann, Rigoletto, The Rape of Lucretia, Cyrano de Bergerac und Donna Diana. Weitere Regiearbeiten führten ihn nach Düsseldorf (Pierrot Lunaire), an das Theaterhaus Jena (Die Räuber), nach Meiningen (Tristan und Isolde), Bielefeld (Gounods Faust) und Freiburg (Rusalka).
2005 bis 2007 war er Chefregisseur an der Deutschen Oper Berlin und inszenierte dort Arabella und Der Freischütz. 2006 realisierte er an der Hamburgischen Staatsoper La fille du régiment sowie 2008 Tannhäuser am Oldenburgischen Staatstheater, Falstaff Madama Butterfly und La voix humaine / Il combattimento di Tancredi e Clorinda am Theater Aachen. Am Mainfranken Theater Würzburg inszenierte er im Januar 2011 La forza del destino sowie 2014 Salome.
Am Theater Biel Solothurn inszenierte er Rossinis Tancredi, der von dort aus in der gesamten Schweiz gastierte. Hier wurde er für die Saison 2012/13 mit Niccolò Piccinnis La buona figliuola (La Cecchina) erneut für die Inszenierung einer Rarität eingeladen. 2016 folgte Händels Alcina.
Am Musiktheater im Revier in Gelsenkirchen realisierte er 2011 Die sieben Todsünden sowie 2012 die Uraufführung von Sidney Corbetts Ubu. Seine Inszenierung von Giacomo Meyerbeers Le prophète eröffnete im September 2019 die Saison am Landestheater Linz.
Seit 2013 ist von Pfeil Dozent für szenischen Unterricht an der Hochschule für Musik und Darstellende Kunst Frankfurt und Gastprofessor an der Hochschule für Musik Hanns Eisler Berlin. Seit 2016 ist er Professor für Musikdramatische Darstellung an der Universität Mozarteum Salzburg und ist dort szenischer Leiter einer Klasse (Master) im Department Oper und Musiktheater.